# 1955 في ألمانيا
فيما يلي قوائم الأحداث التي وقعت خلال عام 1955 في ألمانيا.

## سياسة

### تعيين في المنصب
- 8 يونيو – هاينريش فون برنتانو وزير الخارجية.
- 21 أكتوبر – فرانز جوزيف ستراوس الوزارة الاتحادية للتعليم والبحوث (ألمانيا).

### انتهاء فترة المنصب
- 6 سبتمبر – بيتر ألتميير رئيس البوندسرات.

## كتب
من الكتب التي صدرت هذه السنة في ألمانيا:
- 1 يناير – أصول الشمولية من تأليف حنة آرنت.

## مواليد

### يناير
- 6 يناير – كونستانز انجلبرخت ممثلة ألمانية.
- 12 يناير – هانز يواكيم هارتنيك دراج ألماني.
- 15 يناير – أندرياس جورسكي[1]
- 19 يناير – أوفه رايندرس لاعب كرة قدم ألماني.[2]

### فبراير
- 10 فبراير – بيرند مارتن لاعب كرة قدم ألماني.[3]

### مارس
- 19 مارس – بروس ويليس[4]
- 21 مارس – باربل فوكيل[5]

### أبريل
- 4 أبريل – ارمين رود ممثل ألماني.[6]

### مايو
- 1 مايو – باربرا فراي[7]
- 15 مايو – كلاوديا روت سياسية ألمانية.[8]
- 16 مايو – ايرين كلارين ممثلة ألمانية.[9]

### يونيو
- 4 يونيو – أنتي جاكيلين
- 10 يونيو – أنيته شافان سياسية ألمانية.[10]
- 11 يونيو – ماري غروبر ممثلة ألمانية.[11]
- 12 يونيو – ريجولا فينسكه

### يوليو
- 27 يوليو – هيلموت دوش فيزيائي ألماني.

### أغسطس
- 18 أغسطس – كارل ديل هاي لاعب كرة قدم ألماني.[12]
- 30 أغسطس – هيلج شنايدر[13]

### سبتمبر
- 1 سبتمبر – غيرد ستراك لاعب كرة قدم ألماني.
- 25 سبتمبر – كارل-هاينتس رومنيغه لاعب كرة قدم ألماني.[14]
- 26 سبتمبر – أندريا كلاسن قاضي ألماني.
- 30 سبتمبر – آندي بيكتولشيم[15]

### أكتوبر
- 3 أكتوبر – رالف مورغنسترن[16]
- 11 أكتوبر – هانز بيتر بريغل لاعب كرة قدم ألماني.[17]

### نوفمبر
- 7 نوفمبر – نوربرت إيدر لاعب كرة قدم ألماني.[18]
- 10 نوفمبر – رولان إيميريش[19]
- 14 نوفمبر – ماتياس هيرغيرت لاعب كرة قدم ألماني.[20]
- 19 نوفمبر – فرانسيسكو غونزاليس لاعب كرة مضرب باراغواياني.
- 25 نوفمبر – رولف جهرينج

### ديسمبر
- 20 ديسمبر – مارتن شولتز سياسي ألماني.[21]
- 22 ديسمبر – توماس سودهوف[22]
- 31 ديسمبر – غريغور براون درّاج طريق ألماني.[23]

## وفيات

### يناير
- 1 يناير – لويز إيبرت (مواليد 1873)[24]
- 1 يناير – مارتن لوريلو (مواليد 1886) لاعب سيرك ألماني.

### فبراير
- 6 فبراير – باول أرون (مواليد 1886)

### أبريل
- 13 أبريل – سيبيل شميتز (مواليد 1909)[25]
- 18 أبريل – ألبرت أينشتاين (مواليد 1879) فيزيائي ألماني.[26]

### أغسطس
- 6 أغسطس – دومينيكوس بوم (مواليد 1880)[27]
- 12 أغسطس – توماس مان (مواليد 1875)[28]
- 13 أغسطس – فيلهلم كريس (مواليد 1873) مهندس معماري ألماني.[29]
- 25 أغسطس – هاينريش شبورل (مواليد 1887) كاتب ألماني.[30]

### سبتمبر
- 18 سبتمبر – جورج جراف (مواليد 1875) ثيولوجي ألماني.[31]

### أكتوبر
- 7 أكتوبر – رودولف سيلدرايرس (مواليد 1876) لاعب كرة قدم بلجيكي.

### نوفمبر
- 17 نوفمبر – هيلموت فايدلينغ (مواليد 1891)

### ديسمبر
- 8 ديسمبر – هيرمان فايل (مواليد 1885) رياضياتي ألماني.[32]